# Диноцераты
Диноцера́ты (лат. Dinocerata) — отряд вымерших млекопитающих, живший с раннего палеоцена по поздний эоцен (61,7—37,2 млн лет назад) в Северной Америке и Азии. Наиболее известными представителями диноцерат являются уинтатерии.

## Описание
Диноцераты в переводе означает «ужасные рога» и имеет в виду парные рога, которые имелись у более поздних представителей этого отряда. Не исключено, что эти рога были обтянуты кожей, как оссиконы жирафов. Верхние клыки развились до весьма крупных размеров и были одним из проявлений полового диморфизма. Взамен у диноцератов верхние резцы были атрофированными. Чтобы тем не менее принимать пищу, у них была вероятно очень подвижная верхняя губа или даже короткий хобот. Телосложение было массивным, пятипалые конечности относительно короткими и сильными. У примитивных родов передние конечности были полупальцеходящими, задние — стопоходящими. У продвинутых форм все пальцеходящие, с копытовидными фалангами.

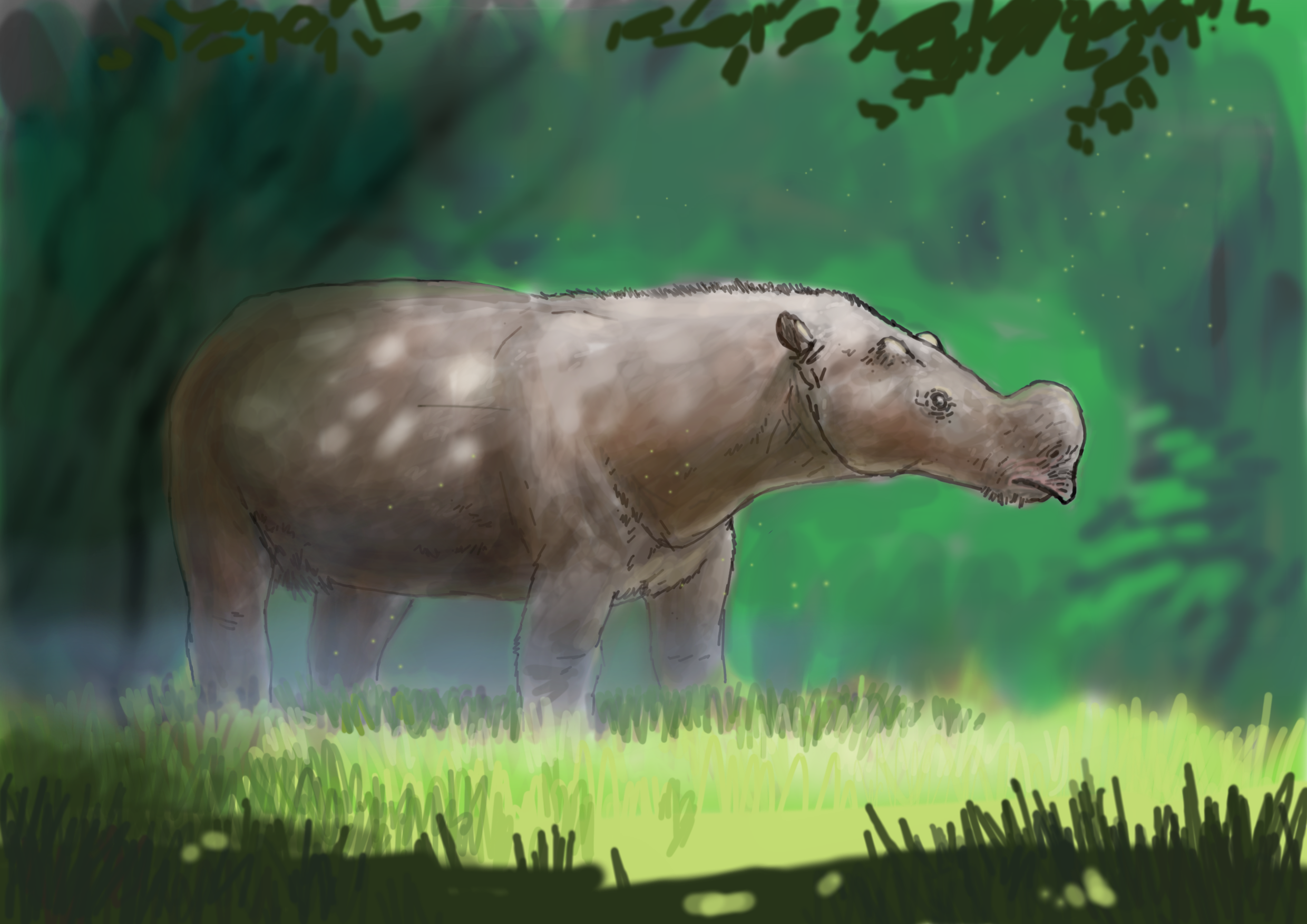
Гобиатерий

Диноцераты были одними из первых крупных млекопитающих, появившихся после вымирания динозавров. Ранние формы достигали размеров свиней, а более поздние насчитывали свыше 4 м в длину и весили приблизительно 4,5 т. Образ жизни был сопоставим с современными носорогами, и диноцераты, по всей видимости, также питались травой.
Причины довольно раннего вымирания этих животных до сих пор не выяснены. Неизвестно о существовании каких-то естественных врагов или конкурентов за источники пищи.

## Систематика

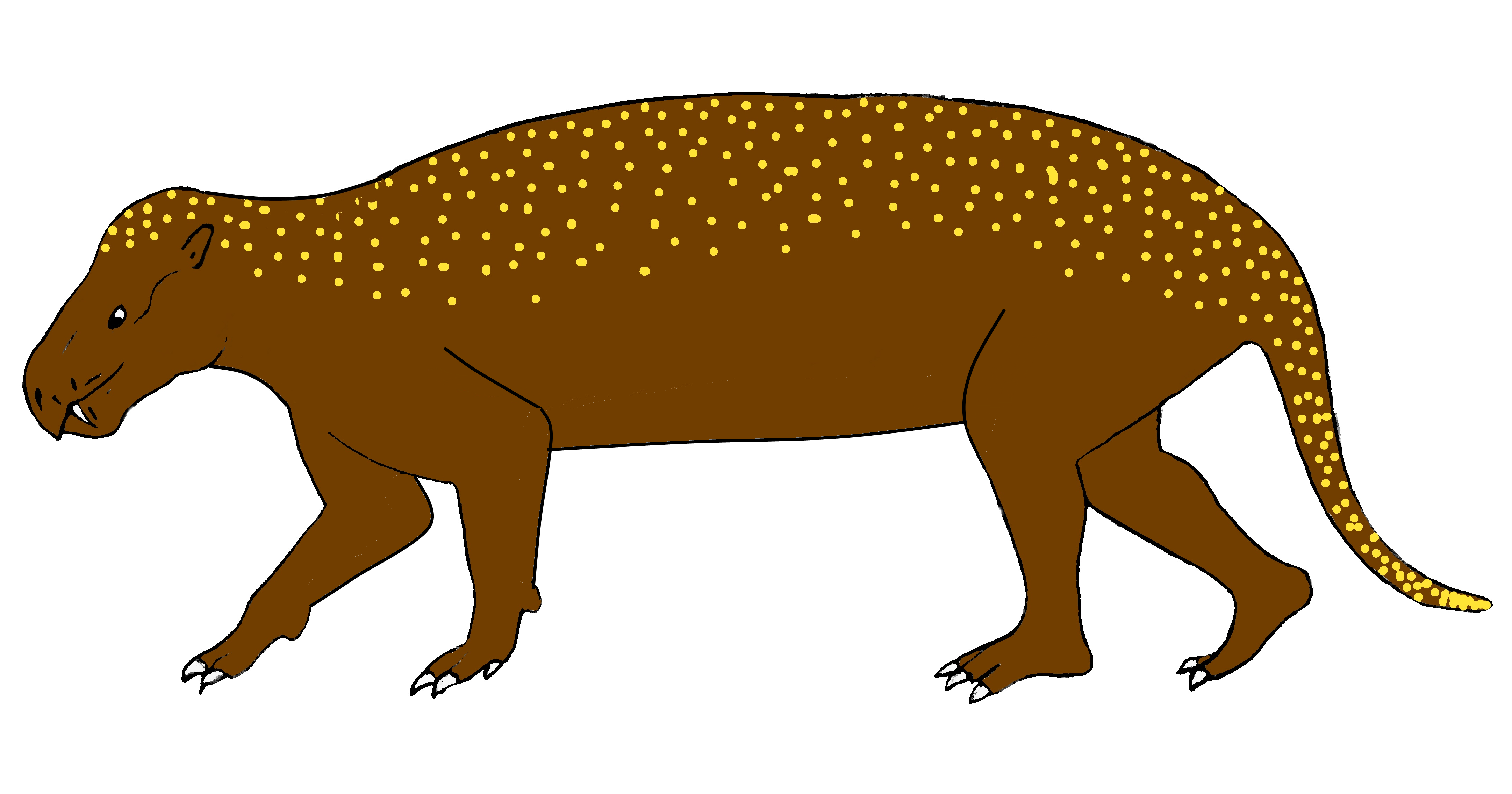
Монголотерий

Отношение диноцерат к другим таксонам млекопитающих остаются неясными. Ранее их относили к традиционным копытным, однако это полифилетическая группа, то есть не имеющая общего предка, а лишь разделяющая общие черты вследствие конвергентной эволюции. Согласно одной из теорий, диноцераты близки к пиротериям и ксенунгулятам, обитавшим некогда на южноамериканском континенте. Родство могло состоять и с семейством Zhelestidae, группой млекопитающих из мелового периода. Во всяком случае, диноцераты представляли специализированную, относительно недолго просуществовавшую боковую ветвь.
Ранними представителями отряда были продиноцератиды, которые были ещё небольшими и не обладали типичными рогами. К наиболее известным поздним родам относятся уинтатерии и эобазилевсы.